# Krupp-Roller
Der Krupp-Roller gilt als einer der ersten Motorroller in Deutschland und ist ein Zweirad mit Frontantrieb. Er wurde von den Fried. Krupp Motoren- und Kraftwagenfabriken ab 1919 in Lizenz hergestellt.

## Geschichte und Technik
Der amerikanische Hersteller Autoped Company of America, New York, stellte den ursprünglich als Kinderroller gedachten Roller von 1915 bis 1921 her. Ein US-Patent für das „self propelled vehicle“ erhielt Arthur Hugo Cecil Gibson am 25. Juli 1916. Für den stehenden, von Joseph Merkel konstruierten Einzylinder-Viertaktmotor mit 155 cm³ Hubraum wurde eine Leistung von 1,5 PS angegeben. Der Motor war links am 10-Zoll-Vorderrad angebracht; mit der klappbaren Lenkstange konnte gebremst und gekuppelt werden. Wurde die Lenkstange nach vorne gedrückt, kuppelte der Motor ein. Durch Drehen des Gasgriffs setzte sich der Roller in Bewegung. Um auszukuppeln und die Bandbremse zu betätigen, wurde die Lenkstange nach hinten gezogen.
Der Autoped wurde in verschiedenen Versionen in Lizenz gebaut. Die Imperial Motor Industries in London lieferte nach dem Ersten Weltkrieg den Scooter mit 162-cm³-Motor, in Deutschland wurde der Roller von Krupp als Motorläufer mit 191-cm³-Motor und Sattel angeboten, und eine deutlich verbesserte Version entstand von ČAS ab 1921 in der Tschechoslowakei.

## Krupp-Roller
Der  Krupp-Roller unterschied sich vom lizenzierten Autoped insbesondere durch die zusätzliche Ausstattung mit einem Sitz und einem PS mehr Fahrleistung.
Die Verkaufszahlen des Krupp-Rollers hielten sich in Grenzen, die Zeit für Roller war noch nicht gekommen. Alfried Krupp fuhr eines der wenigen Exemplare.